# Spluga della Preta
La Spluga della Preta è un abisso di origine carsica che si trova nel comune di Sant'Anna d'Alfaedo, poco a nord della sommità del Corno d'Aquilio. L'imbocco della Spluga è situato delle zone delle pialde, ultimo lembo della provincia di Verona che si incunea in quella di Trento. La profondità dell'abisso è di 877 metri.

## La storia della scoperta e dell'esplorazione

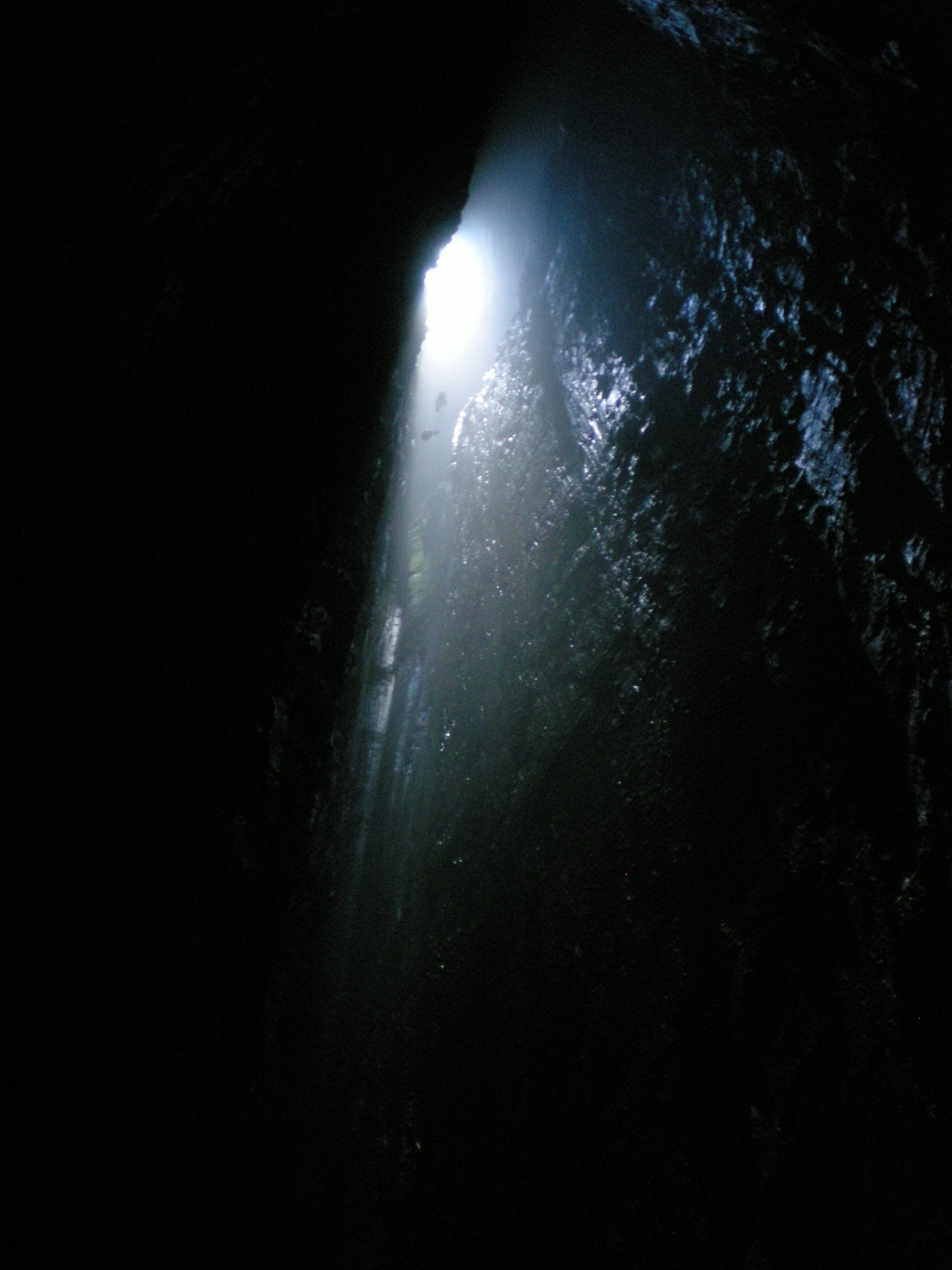
Il pozzo iniziale (131 m) visto dal fondo, in alto è possibile scorgere due speleologi in fase di risalita

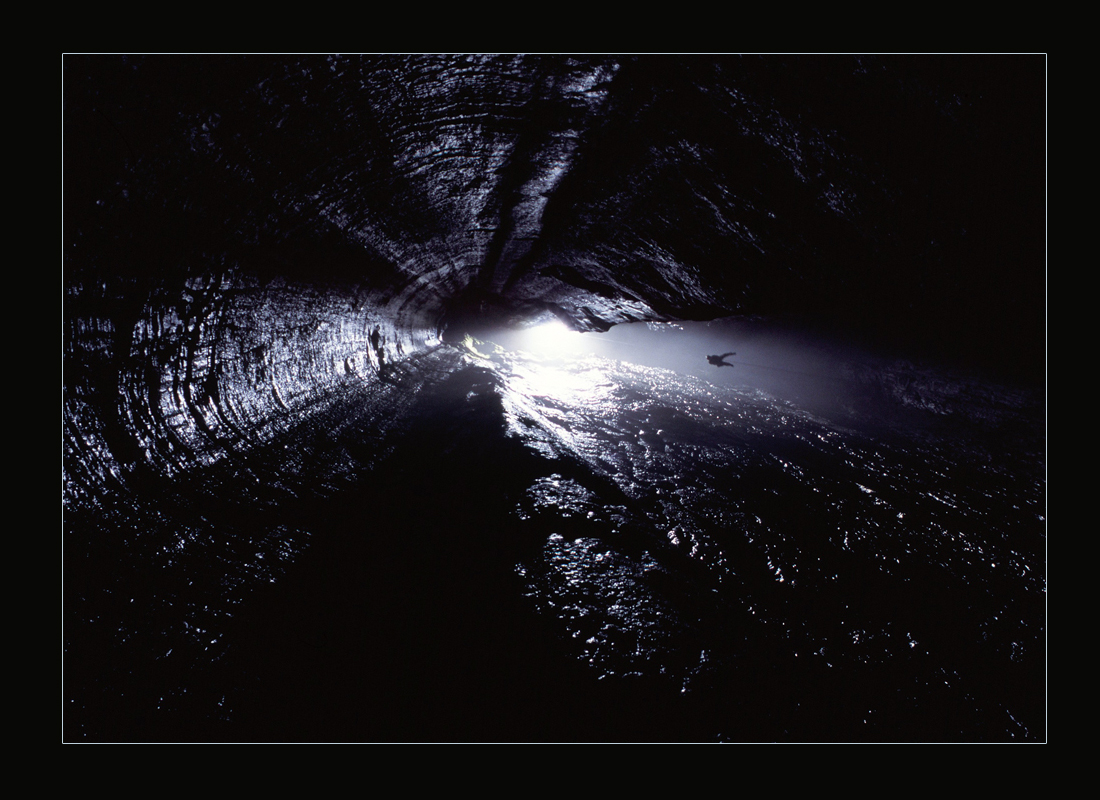
Spluga della Preta

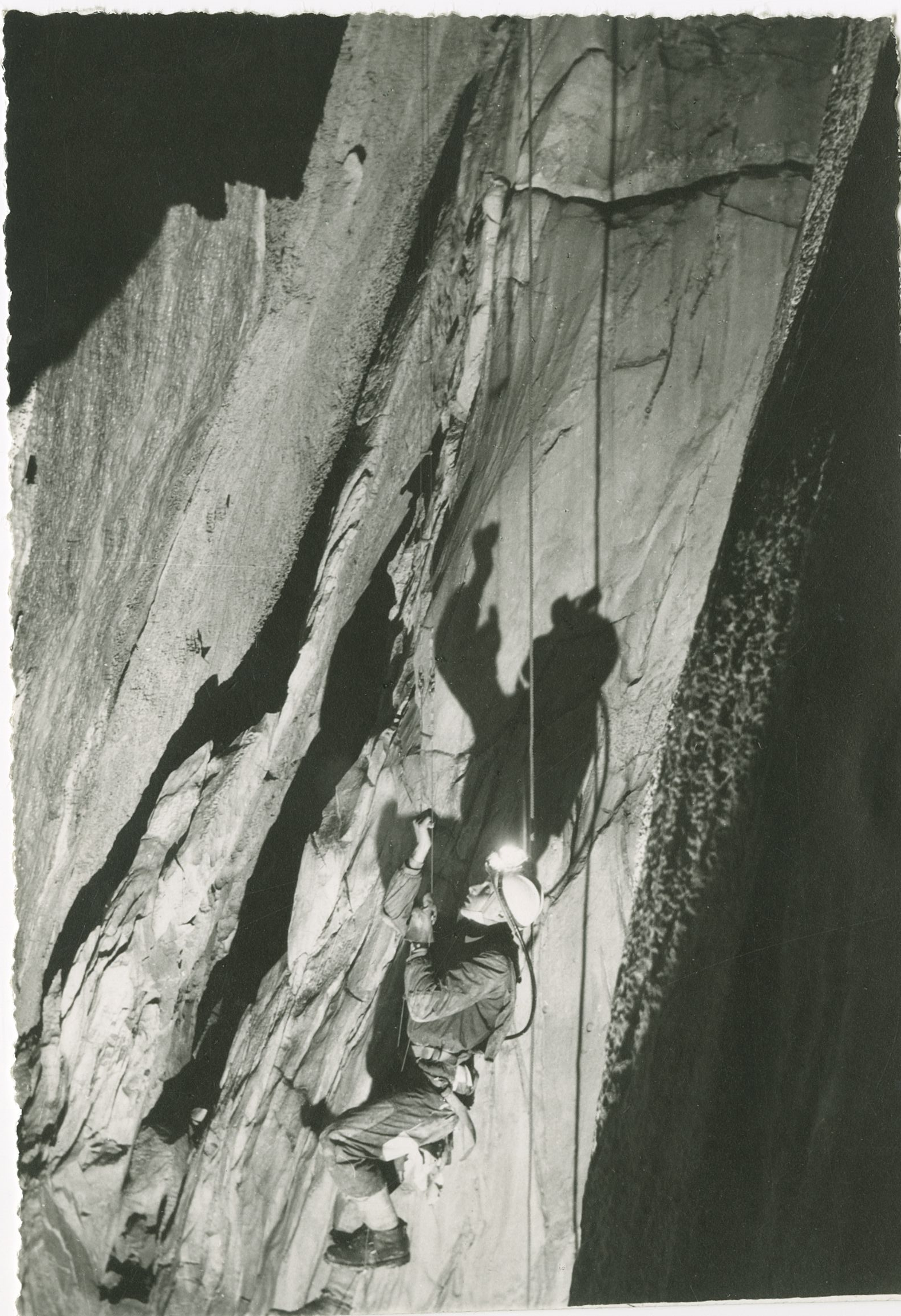
Uno speleologo in azione nel 1963

L'ingresso della Spluga della Preta è noto da tempi immemorabili: lo videro i Cimbri, entrando in Italia un secolo avanti Cristo, e forse, agli inizi del '700, vi si fermò Eugenio di Savoia mentre valicava le Alpi col suo esercito. Nel 1898 l'imboccatura dell'abisso fu descritta dal geologo Enrico Nicolis, allora presidente del Club Alpino Italiano (C.A.I.) di Verona. La prima valutazione della profondità del pozzo iniziale della Spluga della Preta si deve a Giovanni Cosser, un professore di Ala (Trento), che nel 1901 la stimò, erroneamente, a 500 metri. Pochi anni dopo, nel 1904, il Prefetto di Verona Conte Sormani Moretti ripeté la descrizione dell'ingresso dell'abisso, senza valutarne la profondità.
La prima stima corretta della profondità del primo pozzo si ha nel 1909, in una pubblicazione del C.A.I.: 129 metri. Si dovette però attendere fino al 1925 per avere la prima spedizione, che discese solo il primo grande pozzo. La spedizione effettuata due anni dopo dalla Sezione Universitaria del C.A.I. di Verona raggiunse i 376 metri di profondità, ma dichiarò alla stampa - asservita al regime fascista - di aver toccato i - 637 metri e di aver raggiunto il fondo dell'abisso. Di conseguenza la Spluga della Preta fu considerata la cavità naturale più profonda della Terra, e venne ribattezzata "Abisso Benito Mussolini". Questo falso primato durò per ben 26 anni, fino al 1953, quando venne disceso nei Pirenei il Réseau de la Pierre Saint Martin fino a -730 metri.
L'ulteriore esplorazione della Spluga della Preta riprese solo nel 1954, con una spedizione organizzata non localmente. In quell'anno la Sezione Geospeleologica della Società Adriatica di Scienze Naturali di Trieste si spinse poco oltre il punto estremo toccato nel 1927, stimando la profondità raggiunta a - 594 metri (che, in realtà, erano solo - 390). Dopo questa spedizione ripresero le esplorazioni da parte di gruppi speleologici locali, come il G.E.S. Falchi di Verona, in collaborazione con altri gruppi italiani.
Per l'agosto 1962 venne organizzata, dal G.E.S. Falchi e da altri sei gruppi speleologici, la "Superspedizione Italiana alla Spluga della Preta", che chiese e ottenne lauti finanziamenti, viveri e materiale vario da Ministeri, Prefetture, Comuni, enti statali, banche e da parecchie ditte. La superspedizione, a cui presero parte ben 75 speleologi, si avvalse anche dell'appoggio delle Forze Armate, che le misero a disposizione 14 militari del C.A.R. di Verona e 5 camion, oltre ai quali c'erano 26 automobili, 1 pullman e 2 moto. Al termine dell'esplorazione venne comunicato ufficialmente che la squadra di punta della superspedizione aveva raggiunto la profondità di 900 metri, rettificati poi a 836; ma un rilevamento topografico effettuato l'anno seguente dimostrò che tale spedizione si era fermata a soli 578 metri di profondità.
Il Gruppo Speleologico Bolognese del C.A.I., lo Speleo Club Bologna dell'E.N.A.L., il Gruppo Speleologico Piemontese del C.A.I.- U.G.E.T. e il Gruppo Speleologico "Città di Faenza" organizzarono un'altra spedizione, autofinanziata, alla quale parteciparono 11 speleologi, che ebbe luogo nel luglio del 1963 e che comportò 8 giorni di permanenza ininterrotta nell'abisso. Il 10 luglio Giancarlo Pasini (del G.S.B.- C.A.I.) e Gianni Ribaldone (del G.S.P.-C.A.I.- U.G.ET.) raggiunsero, con una rischiosissima discesa di un pozzo di 25 metri , il fondo della "Sala Nera", a 875 metri di profondità, ritenuto per 18 anni il fondo dell'abisso. Questa impresa fece sì che, all'epoca, la Spluga della Preta divenisse il primo abisso d'Italia e il secondo della Terra per profondità. Durante questa spedizione è stato catturato a 510 metri di profondità un grande e interessantissimo coleottero troglobio, l'Italaphaenops dimaioi Ghidini, appartenente a un genere e a una specie nuovi.
Nel dicembre del 1981 il Gruppo Speleologico del C.A.I. di Verona, il Gruppo Speleologico del C.A.I. di Vittorio Veneto e il Gruppo Grotte Sacile scoprirono una "finestra" presso la volta della Sala Nera: la finestra dà adito a una diramazione verticale della profondità di un centinaio di metri e consentì agli speleologi Franco Florio e Olimpio Fantuz di raggiungere il "Fondo Nuovo" della Spluga della Preta. In un primo tempo si ritenne che il Fondo Nuovo si trovasse alla profondità di 985 metri, ma accurati rilevamenti topografici successivi dimostrarono che esso, in realtà, si trova a -877 metri, e che il fondo della Sala Nera è situato a 777 metri di profondità.
Nelle ricerche di quegli anni divennero noti Mario e Lorenzo Cargnel, padre e figlio, che da provetti fotografi portarono in superficie immagini dei cunicoli e delle sale della Spluga.
Il 20 luglio 1964 vi fu l'unica perdita umana nelle esplorazioni della Spluga della Preta: morì, precipitando in un pozzo, la giovane Marisa Bolla Castellani, moglie del capospedizione Luigi Castellani. La cronistoria fatta sul sito del FIE si trova al link sottostante. Dal 1988 al 1992 l'Operazione Corno d'Aquilio ebbe come obiettivo di procedere alla pulizia dell'abisso, di dare un completamento organico agli studi scientifici, di effettuare foto e riprese cinematografiche e di fare precisi rilevamenti topografici.
Da oltre 60 anni la Spluga della Preta è uno degli abissi più frequentati al mondo. Tra gli speleologi d'oltralpe che, in genere in collaborazione con italiani, hanno disceso l'abisso ci sono i belgi del Groupe d'Activité Spéléologique, gli inglesi del Derbyshire Caving Club, i bulgari del G.S. Aleko Kostantinov, i polacchi dell'Akademicki Klub Grotolazow e speleologi australiani.